# Панчишин Осип
Осип Панчишин (2 вересня 1927, село Пеняки, Бродівський повіт — вересень 2010, м. Чикаго, США) — український громадський діяч, публіцист, краєзнавець, член ОУН.

## З життєпису

### Дитячі та юнацькі роки
Народився у с. Пеняки (тепер Золочівського району Львівської області). Закінчив п'ять класів народної школи у рідному селі. Брав участь у драматичному гуртку, прислуговував у церкві. Під час першої більшовицької окупації у 1940 році провадив вечірні курси для неписьменних селян, а у 1941 році перед початком німецько-радянської війни разом з учителями викладав історію і географію для рекрутів, які мали іти до війська. Після проголошення Акту відновлення Самостійності України (30-го червня 1941 року) вступив до Юнацтва ОУН, був членом читальні «Просвіти» і товариства «Січ».

### Шлях на чужину
У 1942 році Осип Панчишин опинився в Австрії (Тіроль). Поблизу міста Інсбрук працював у сільському господарстві. Поміж працею займався організацією продуктів харчування для українців, які важко працювали на будівництві та фабриках. З книгарень Відня і Праги отримував українські книжки і журнали, які передавав українським робітникам. Був членом ОУН, займався поширенням підпільної літератури серед членів та симпатиків цієї організації. Брав участь у вишколах ОУН, які проходили в Альпах. Підтримував зв'язок з підпіллям в Україні. У 1944 році був ув'язнений німецькою окупаційною владою, перебував у в'язниці в Інсбруку, згодом у концентраційному таборі Райхенау. Перебуваючи у в'язниці, пережив нелюдські катування та побої.

## Публікації
- Українці у Венесуелі / Матеріали зібрав Осип Панчишин. — Чикаго-Каракас: Украпрес, 1988. — 315 с.
- Моє рідне село Пеняки: меморіально-краєзнавчий нарис. — Чикаго-Броди: 1994—1997. — 370 с. — (Бібліотека літературно-краєзнавчого журналу «Брідщина»).
- Пам'ять про Карпатську Україну // Час і події. — 2003. — № 177.

## Вшанування
У рідному селі діяча на його честь названа вулиця, де він народився та мешкав.